# Chancellor Records
Chancellor Records is een platenmaatschappij uit Philadelphia gerelateerd aan ABC-Paramount Records, die aanvankelijk deze kleine maatschappij distribueerde. Philadelphia kende een muzikale glorietijd eind jaren vijftig/begin jaren zestig met tal van artiesten en platenmaatschappijen. 
De eerste hit voor Chancellor was "With All My Heart" van Jodie Sands in 1957, maar het label werd pas echt bekend van Frankie Avalon en Fabian Forte en later ook van Claudine Clark. Het label was en is nog steeds eigendom van Bob Marcucci, die oorspronkelijk samenwerkte met partner Peter De Angelis. Het duo genoot bekendheid vanwege het feit dat ze kinderen van de straat plukten om er vervolgens tieneridooltjes van te maken. Over het werk van Marcucci bestaat een film, The Idolmaker uit 1980.